# Xerez CD
Xerez Club Deportivo – hiszpański klub piłkarski, grający obecnie w Tercera División, mający siedzibę w mieście Jerez de la Frontera leżącym w Andaluzji.

## Historia
CD Xerez został założony w 1947 roku. W sezonie 1953/1954 po raz pierwszy awansował do Segunda División. Jednak najlepszym sezonem w historii był sezon 2001/2002, gdy był na dobrej drodze do awansu do Primera División, jednak pod koniec sezonu został wyprzedzony przez Racing Santander i Recreativo Huelva ostatecznie zajmując 4. miejsce. W sezonie 2008/2009
w rozgrywkach Segunda División zajął 1. miejsce i wywalczył awans do La Liga.

## Stadion
Domowe mecze Xerez rozgrywa na stadionie Estadio Municipal de Chapín. Inauguracja miała miejsce 10 lipca 1988 roku podczas towarzyskiego spotkania z Realem Madryt. Poprzednio Xerez występował na obiekcie Estadio Domecq.

## Sezony
- 1 sezon w Primera División
- 22 sezony w Segunda División
- 17 sezonów w Segunda División B
- 21 sezonów w Tercera División

## Reprezentanci krajów grający w klubie
- Gustavo Pinedo
- Fabián Orellana
- Stéphane Porato
- Benjamín Zarandona
- Francisco Higuera
- Jordi Lardín
- Manuel Mesa
- Abel Aguilar
- Sidi Yaya Keita
- Rachid Daoudi
- Walter López
- Giancarlo Maldonado
- Gábor Bukrán